# Black Communion
Black Communion ist eine kolumbianische Death-/Black-Metal-Band.

## Geschichte
Die Band wurde im Jahr 2013 gegründet und veröffentlichte im Folgejahr ihr erstes, Mass of Black Communion betiteltes Demo im Selbstverlag. Zwei Jahre später folgte die EP Morbid Defilement of the Holy Flesh bei Tanatofobia Productions. Das südamerikanische Label übernahm auch die Verantwortung für Vomit of Azathoth aus dem Jahr 2018, das erste offizielle Musikalbum. Im Jahr 2019 erschienen zwei musikalische Lebenszeichen, die EP Funeral Incantation (Dogs of War) sowie das Livealbum Envenoming the Graves (Tanatofobia Productions), ebenso wie 2020 mit dem Split-Album Ominous Malignant Conjuration (mit Destroyer Attack, der Band des Label-Inhabers von Tanatofobia Productions, bei Dark Recollections Productions) und das Studioalbum Miasmic Monstrosity bei Dunkelheit Produktionen. Das letztgenannte wurde zuvor im März und April 2019 in den Fenix Studios in Soledad aufgenommen, wo auch Hermes Martinez den Mix übernahm. Das Mastering lag dann in den Händen von Mario Dahmen im deutschen Musikstudio Liquid Aether Audio. Das Artwork wurde von dem jungen peruanischen Künstler Katiuzca Guerrero (Necrofagore, Ex-Tunjum) gezeichnet.
In einem Interview mit dem OccultBlackMetalZine beschrieb Sänger Necro Pervertor, dass die Band über die Zeit eine inhaltliche Entwicklung mitgemacht habe. Die ganze Band sei an „schwarzen Künsten, alten Ritualen, seltsamen Kulten und der Literatur Lovecrafts“ interessiert (Black arts, ancient rites, weird cults and Lovecraftian literature) und man habe damit anfangs auch den klassischen Themen des Black Metal gerecht werden wollen, ab der EP Funeral Incantation seien die Schwerpunkte in Richtung der Themen „Tod, Gräber, Friedhöfe und die Dunkelheit des Lebens nach dem Tod“ gewandert (death, Graves, Cemeteries and the darkness of the afterlife).

## Stil
Von ihrem deutschen Musiklabel Dunkelheit Produktionen wird der Stil der Band als „Black Death Metal“ beschrieben. Einflüsse seien u. a. Beherit, Black Witchery, Blasphemy und VON.
Bei Powermetal.de werden auch Archgoat und Proclamation als Referenzen angeführt. Zudem fasst der Autor im ersten Absatz seiner Besprechung seinen Gesamteindruck in zwei Sätzen zusammen:

„Eine knappe halbe Stunde lang gibt es also das volle Black'n'Death-Metal-Abrisskommando inklusive satanischer Texte, einer wilden Raserei und jeder Menge Schweiß. Das ist weder neu noch innovativ noch technisch unfassbar anspruchsvoll, erfüllt aber Sinn und Zweck, wenn der Hörer einfach mal wieder Bock auf rohe Gewalt hat.“

Aus Sicht des englischsprachigen E-Zines Abaddon Magazine bediene sich die Band bei der „Ursuppe“ des Genres, darunter auch Bathory, Venom und frühe Possessed. Allerdings habe die Band auf ihrem 2020er-Album die gelegentliche Tendenz, die engen musikalischen Genregrenzen zu überschreiten und technischere Riffs einfließen lassen.

## Diskografie
- 2014: Mass of Black Communion (Selbstverlag)
- 2016: Morbid Defilement of the Holy Flesh (EP, Tanatofobia Productions)
- 2018: Vomit of Azathoth (Tanatofobia Productions)
- 2019: Funeral Incantation (EP, Dogs of War)
- 2019: Envenoming the Graves (Tanatofobia Productions)
- 2020: Ominous Malignant Conjuration (Split-Album mit Destroyer Attack, Dark Recollections Productions)
- 2020: Miasmic Monstrosity (Dunkelheit Produktionen)